# 四氟化二磷
四氟化二磷是一种无机磷化合物，为卤化磷的一种，化学式为P2F4。最早于1966年制得。

## 制备
四氟化二磷可由PF2I和Hg反应得到：
{\displaystyle \mathrm {2\ PF_{2}I\ +\ 2\ Hg\longrightarrow \ P_{2}F_{4}\ +\ Hg_{2}I_{2}} }

## 化学性质
四氟化二磷对水和氧气敏感：
{\displaystyle \mathrm {2\ P_{2}F_{4}\ +\ H_{2}O\longrightarrow \ F_{2}POPF_{2}\ +\ 2\ F_{2}PH} }
{\displaystyle \mathrm {4\ P_{2}F_{4}\ +\ O_{2}\longrightarrow \ 2\ F_{2}POPF_{2}} }
该化合物可用于制备二氟膦基化合物，如在气相中紫外光下和炔烃的三键反应：